# Aristaea onychota
Aristaea onychota là một loài bướm đêm thuộc họ Gracillariidae. Loài này có ở Nigeria, Sao Tome và Principe, Nam Phi và Zambia.
Ấu trùng ăn Lantana camara, Lantana rugosa, Lippia asperifolia và Lippia javanica. Chúng ăn lá nơi chúng làm tổ.